# Скунський камінь
Скунський камінь (англ. Stone of Scone, Stone of Destiny; шотл. гел. Clach Sgàin, Clach na Cinneamhainn, An Liath Fàil) — священна реліквія Шотландії, що є великим блоком пісковика вагою 152 кг. Первинно камінь зберігався в абатстві Скуна в Шотландії. Упродовж століть на камені коронувались шотландські та англійські монархи, а також, ймовірно, королі Дал Ріади. Інші назви каменя — Камінь Долі, Подушка Якова, Коронаційний камінь.

## Легенди про походження
Легендам про Скунський камінь понад 3000 років. Одна з легенд каже, що у фараона Рамзеса II була дочка на ім'я Скота. Після того, як ізраїльтяни перейшли Червоне море, принцеса залишила Стародавній Єгипет і понад тисячу років блукала Близьким Сходом у пошуках власної землі обіцяної, дійшла до Іспанії й вирушила до Ірландії. Діставшись північного узбережжя Ірландії, вона нарешті знайшла те, до чого так довго прагнула — землі, які згодом було названо Шотландією. Скоти й пікти, за однією з версій легенди, були нащадками Скоти і її чоловіка Гатели, царя скіфів.
Вважається, що Скота й привезла з собою до Шотландії великий камінь, який у подальшому було названо Скунським. За легендою саме цей камінь біблійський персонаж Яків поклав під голову замість подушки й побачив уві сні драбину, що сягала небес, якими здіймались та спускались янголи. Спочатку, за часів Дал Ріади, камінь знаходився в Дунадді, а потім, 847 року король Шотландії Кеннет I перевіз його в Скун. Відтоді королі Шотландії під час церемонії коронації сиділи на цьому камені.

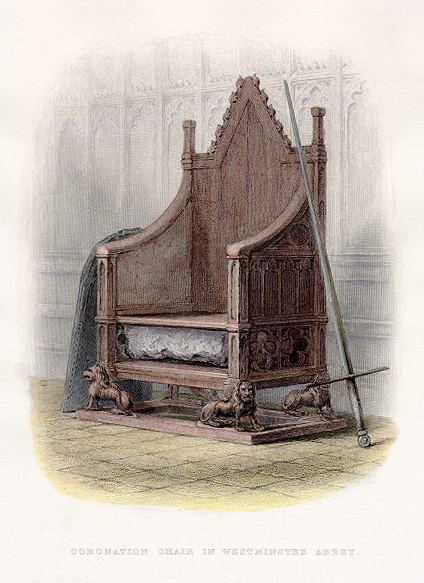
Стілець Святого Едуарда

За іншою легендою Скунський камінь слугував вівтарем під час місіонерських подорожей Святого Колумби.
Ще одна легенда стверджує, що камінь належав Гателі (прим. — а не Скоті), який, рятуючись від чуми, забрав його з Сирії в Єгипет, а потім, за порадою Мойсея, вирушив з дружиною та каменем в Іспанію, і, зрештою, відправив Скунський камінь в ту область Ірландії, яка згодом перейшла до Шотландії.
Сучасні інноваційні методи, які були застосовані на початку 2023 року експертами організації "Historic Environment Scotland", виявили приховані незареєстровані позначки та непомічені раніше деталі на шорсткій і нерівній поверхні Каменя Долі (прим. — він же Скунський камінь), які стали додатковими доказами його походження. Нове дослідження з використанням технології цифрового сканування та створення 3D-моделі об'єкту виявило раніше незареєстровані позначки, які, мабуть, є римськими цифрами на Камені Долі, що вважається одним із найсвятіших національних скарбів Шотландії. Як відомо, Римська система числення є непозиційною системою числення, що використовувалася стародавніми римлянами.

## Вестмінстерське абатство
У 1296 році англійський король Едуард I Довгоногий захопив Скунський камінь серед інших військових трофеїв та перевіз його у Вестмінстерське абатство. Там реліквію поклали під сидіння дерев'яного трону (Стілець Святого Едуарда), на якому коронувались англійські монархи. Невідомо, чи захопив Едуард справжній камінь, чи підробку. Є думка, що ченці зі Скуна втопили справжній камінь у річці Тей або закопали його на пагорбі Дансінан. У пізніші часи виникали чутки, що справжній Скунський камінь знаходиться серед скарбів тамплієрів.
У 1328 році між Англією та Шотландією було укладено Нортгемптонську мирну угоду, відповідно до одного з пунктів якої Скунський камінь мав повернутись до Шотландії. Однак йому судилось лишатись в Англії ще шість століть.

## Викраденнякаменя
Зранку на Різдво 1950 року чотири шотландських студенти з університету Глазго непомітно проникли до Вестмінстерського абатства й викрали Скунський камінь. Дорогою вони ненавмисне випустили його, і блок розбився на 2 частини. У Глазго студенти знайшли каменяра, який склеїв уламки, та сховали камінь у зламаному тракторі.
Всупереч сподіванням патріотично налаштованих студентів, їхній вчинок спричинив хвилю громадського обурення у Шотландії. 11 квітня 1951 року камінь було виявлено в руїнах абатства Арброт, повернуто у Вестмінстерське абатство і знову покладено в основу Коронаційного трону. У 1953 році на ньому була коронована королева Єлизавета II.

## Повернення до Шотландії
У 1996 році уряд Великої Британії ухвалив рішення передати камінь Шотландії, однак було зумовлено, що англійці будуть позичати його на час коронацій. 30 листопада того самого року, на день Святого Андрія, Скунський камінь повернувся до Шотландії, його було розміщено поряд із шотландськими королівськими регаліями в Единбурзькому замку. У цей пам'ятний для всієї Шотландії день близько 10 тисяч людей вишикувались вздовж вулиці Королівська Миля для того, щоб побачити на власні очі процесію священнослужителів і солдатів, що супроводжувала Скунський камінь.

## Скунський камінь у мистецтві
- В одному з епізодів серіалу «Горець» показано, що саме головні герої серіалу — Дункан Маклауд і його друзі викрали камінь 1950 року.
- Викрадення Каменя Долі з Вестмінстерського абатства і повернення до Шотландії - тема фільму "Камінь долі" 2008 року [4], в якому Яна Гамільтона зіграв Чарлі Кокс, а сам Ян також зіграв в епізодичній ролі.